# Freebass
Freebass — британская рок-группа, основанная тремя манчестерскими бас-гитаристами — Питером Хуком (New Order), Энди Рурком (экс-The Smiths) и Гэри Маунфилдом (Primal Scream; экс-The Stone Roses). К проекту также в разное время присоединялись вокалисты из других групп.

## История
Идея создать группу, состоящую из одних бас-гитаристов, пришла Питеру Хуку и Гэри Маунфилду. К ним также вскоре присоединился Энди Рурк. Первые записи были сделаны в июле 2004 года, но участники проекта долго не могли найти подходящую кандидатуру главного вокалиста. В итоге им стал Гэри Бригс из The Strays; кроме него вокальные партии также исполнялись другими музыкантами, в том числе Тимом Бёрджесом из The Charlatans. Итогом работы, после неоднократных задержек, стали мини-альбом «Two Worlds Collide» (март 2010) и альбом «It's a Beautiful Life» (апрель 2010). Оба были изданы в цифровом формате; 20 сентября 2010 года альбом вышел на компакт-диске. Однако раскрутку альбома и дальнейшую деятельность проекта погубил скандал, вызванный откровенными оскорблениями в адрес Хука, опубликованными 6 сентября 2010 года в твиттере Гэри Маунфилда, который обвинил Хука в отсутствии у того интереса к Freebass и в выжимании денег на наследии Joy Division (Хук действительно в тот момент ездил по миру, играя альбомы Joy Division в составе своей собственной кавер-группы The Light). Ещё ранее, в августе, группу покинул Энди Рурк. В итоге, 9 сентября 2010 Freebass официально выступили с заявлением, в котором объявили о распаде группы.

## Дискография
| Год  | Название                  | Примечания            |
| ---- | ------------------------- | --------------------- |
| 2010 | Two Worlds Collide        | Студийный мини-альбом |
| 2010 | It's a Beautiful Life     | Студийный альбом      |
| 2010 | Live Tomorrow You Go Down | Сингл                 |